# James Truslow Adams
James Truslow Adams (Brooklyn, 18 ottobre 1878 – Westport, 18 maggio 1949) è stato uno storico statunitense.

## Biografia
Nato a Brooklyn, nello stato statunitense di New York, studiò al Politecnico dell'Università di New York. In seguito ebbe un Master degree all'università di Yale, e divenne membro della American Academy of Arts and Letters.
Nel 1922 venne premiato con il premio Pulitzer per la storia per l'opera The Founding of New England. Nell'arco della sua vita scrisse oltre venti monografie.

## Opere
- The Founding of New England (1921)
- Revolutionary New England (1923)
- New England in the Republic (1926)
- Provincial Society (1690-1763) (1927)
- Our Business Civization (1929)
- The Adams Family (1930)
- The Epic of America (1931)
- The March of Democracy (1932-1933)
- Justice Without (1933)

Henry Adams (1933)